# 薩爾弗鎮區 (阿肯色州米勒縣)
薩爾弗鎮區（英語：Sulphur Township）是位於美國阿肯色州米勒縣的一個行政鎮區。

## 地方資料
薩爾弗鎮區的面積為378.10平方千米，當中陸地面積為372.98平方千米，而水域面積為0.12平方千米。根據2010年美國人口普查的數據，當地共有人口1496人，而人口密度為每平方千米3.96人。